# Polycarena silenoides
Polycarena silenoides är en flenörtsväxtart som beskrevs av William Henry Harvey och George Bentham. Polycarena silenoides ingår i släktet Polycarena och familjen flenörtsväxter. Inga underarter finns listade i Catalogue of Life.